# Xiangzhou (Xiangyang)
Der Stadtbezirk Xiangzhou (chinesisch 襄州区, Pinyin Xiāngzhōu Qū), bis 2010 Xiangyang (chinesisch 襄阳区, Pinyin Xiāngyáng Qū), ist ein Stadtbezirk in der Provinz Hubei in Zentralchina, die zum Verwaltungsgebiet der bezirksfreien Stadt Xiangyang gehört. In Xiangzhou befindet sich das historische Xiangyang  aus der Zeit der Westlichen Han-Dynastie. Der Bezirk hat eine Fläche von 2.400 km² und zählt 921.500 Einwohner (Stand: Ende 2019). Sein Hauptort ist das Straßenviertel Zhangwan (张湾街道).

## Administrative Gliederung
Auf Gemeindeebene setzt sich der Stadtbezirk aus dreizehn Großgemeinden und zwei Straßenvierteln zusammen. 